# مستعمرة فيجي
مستعمرة فيجي هي مستعمرة ملكية بريطانية استمر وجودها من 1874 إلى 1970 في المنطقة التي تشكل حاليا دولة فيجي.
في البداية، في عام 1852، رفضت لندن فرصة ضم مملكة فيجي. وكان سيرو إيبينيسا كاكوباو [الإنجليزية] قد اقترح التنازل عن الجزر، بشرط الاحتفاظ بلقبه توي فيتي (ملك فيجي). ومع ذلك، كان هذا الطلب غير مقبول لكل من البريطانيين والعديد من زملائه الزعماء، الذين اعتبروه متساويا معهم وليس له أفضلية عليهم.
في مواجهة الديون المتزايدة والتهديدات من البحرية الأمريكية، أنشأ كاكوباو نظامًا ملكيًا دستوريًا في عام 1871، مع حكومة يهيمن عليها المستوطنون الأوروبيون إلى حد كبير كجزء من اتفاقية مع شركة بولينيزيا الأسترالية لتسوية ديونه. دفع انهيار هذا النظام الجديد كاكوباو إلى عرض التنازل مرة أخرى في عام 1872، وهو العرض الذي قبله البريطانيون. وبالتالي، في 10 أكتوبر 1874، بدأت بريطانيا حكمها على فيجي، والذي استمر حتى 10 أكتوبر 1970.